# Stenocephalemys albocaudatus
Stenocephalemys albocaudatus  (Frick, 1914) è un roditore della famiglia dei Muridi endemico dell'Etiopia.

## Descrizione

### Dimensioni
Roditore di medie dimensioni, con la lunghezza della testa e del corpo tra 106 e 195 mm, la lunghezza della coda tra 112 e 175 mm, la lunghezza del piede tra 31 e 36 mm, la lunghezza delle orecchie tra 24 e 32  mm e un peso fino a 198 g.

### Aspetto
La pelliccia è lunga e soffice. Le parti superiori sono bruno-olivastre, con dei riflessi giallo-brunastri sui fianchi. Le parti inferiori sono grigiastre. La linea di demarcazione lungo i fianchi è netta. Il dorso delle zampe è densamente ricoperto di peli bianchi. La coda è lunga quanto la testa ed il corpo, è priva di pigmento e ricoperta densamente di piccoli peli bianchi. Sono presenti 14 anelli di scaglie per centimetro. Il cariotipo è 2n=54 NF=62. Le femmine hanno un paio di mammelle pettorali e 2 paia inguinali.

## Biologia

### Comportamento
È una specie terricola.

## Distribuzione e habitat
Questa specie è endemica delle brughiere d'altura dell'Etiopia sud-orientale.
Vive nelle brughiere d'altura tra 3.000 e 4.377 metri di altitudine. Si trova spesso associata con boscaglie con prevalenza di Alchemilla, Artemisia e Helichrysum.

## Conservazione
La IUCN Red List, considerata l'abbondanza all'interno del proprio areale e la popolazione numerosa, classifica S.albocaudatus come specie a rischio minimo (Least Concern).